# Sueños (canción de Shakira)
«Sueños» es la primera canción grabada por la cantautora colombiana Shakira. Fue lanzada como cuarto y último sencillo del álbum Magia el 28 de septiembre de 1991 en Colombia. Esta canción no tuvo éxito al igual que los tres primeros sencillos.

## Vídeo musical
Para la canción "Sueños", se grabó el vídeo en la ciudad de Pereira, Colombia; Shakira, con un solo vestuario en todo el filme,  canta la canción a las puertas de la Iglesia del Carmen.